# 大河內城之戰
大河內城之戰，是日本戰國時代時，永禄12年（1569年）發生在伊勢國大河內城的戰事。尾張國大名織田信長在順利上洛後，進而出征伊勢國與當地大名北畠具教之間的交戰。

## 背景
織田信長在永祿10年（1567年）起開始對伊勢國展開攻勢，至永祿11年（1568年）將北伊勢的神戶具盛、關盛信納入帳下、信長胞弟織田信包也入主中伊勢的長野家，三子織田信孝成為神戶具盛的養子，因此在永祿12年（1569年）時織田家進一步對北畠家展開攻勢，織田家臣瀧川一益當年5月拉攏了北畠具教之弟木造具政的家臣瀧川雄利、柘植保重，進而勸降木造具政投降織田家。
北畠具教聞訊後，憤而聯合澤氏跟秋山氏以數千兵力揮師進攻木造具政所在的木造城，瀧川一益也聯合神戶氏、長野氏跟關氏出動援軍協助木造具政抵抗北畠軍，並順利擊退了北畠軍，保住木造城。

## 經過
在木造具政倒戈織田家後，織田信長在當年8月正式出兵伊勢攻打北畠具教、北畠具房父子，集結了池田恆興、丹羽長秀、瀧川一益、羽柴秀吉、佐久間信盛、森可成、蜂屋賴隆、坂井政尚、稻葉一鐵、氏家卜全、齋藤長龍、不破光治、安藤守就、蒲生賢秀、山岡景隆、木造具政、神戶具盛、關盛信、丸毛長照、市橋長利等將領，以及淺井長政方的援軍磯野員昌，兵力總數達8萬至10萬之眾。
織田信長在23日進入木造城，在26日時以羽柴秀吉為先鋒攻擊阿坂城，混戰中秀吉一度被城主大宮含忍齋之子大宮大之丞射傷，但因為大宮家臣遠藤源六郎投降織田軍，阿坂城終究不敵，大宮含忍齋開城投降。後在28日率大軍在北畠具教所在的大河内城四方建造鹿垣，將城池團團圍住。9月8日時織田信長派池田恆興、丹羽長秀、稻葉一鐵夜襲，但因為鐵砲被雨水淋濕而未能發揮，加上北畠家臣日置大膳亮、家城主水等人作戰勇猛，織田軍在苦戰後敗退。因此織田信長改變方略，讓瀧川一益燒毀多芸城，收割鄰近田地的作物，對大河內城展開斷糧戰。
瀧川一益在十月也出兵北畠家的魔虫谷，但攻擊並不順利，叛出北畠家的水軍九鬼嘉隆也透過瀧川一益投效織田家，參戰攻陷松崎城、大淀城。
被籠城甚久後，大河內城出現許多餓死者，北畠具教在10月4日開城對織田信長表示恭順之意，接受織田信長送入次男織田信雄當養子繼承北畠家家督，並將大河內城交給織田信雄跟瀧川一益、津田掃部、與兒子北畠具房退往笠木、坂内，而田丸城等北畠家的城池跟通往伊勢的關卡，遭到織田信長派人毀棄。